# 己酸诺龙
己酸诺龙（英語：或Nandrolone caproate，或称为19-去甲睾酮-17β-己酸酯 19-nortestosterone 17β-caproate，商品名为Anabolin Depot）是一种雄激素同化類固醇（AAS）药物。

19-去甲睾酮（Nandrolone，诺龙），己酸诺龙的最终活性形式